# Aymon de Chissé le Jeune
Pour les articles homonymes, voir Aymon de Chissé, Aymon Ier et Aymon II.
Aymon de Chissé, mort en 1450, est un prélat français du XVe siècle, évêque de Nice, sous le nom d’Aymon Ier, puis de Grenoble, sous le nom d'Aymon II. Il est l'un des quatre membres de la famille de Chissé occupant le siège épiscopal de Grenoble entre 1337 et 1450.
Lors d'un colloque international (1980), l'historien Louis Binz l'appelle Aymon de Chissé le jeune pour le distinguer de son oncle, Aymon de Chissé, dit le vieux, avec qui il permute son siège de Grenoble pour Nice.

## Biographie

### Origines
La date de naissance d'Aymon (Aimon) de Chissé (Aymo de Chissiaco) n'est pas précisément connue.
Il est issu de la famille de Chissé, originaire de Faucigny, alors possession des dauphins de Viennois, et qui a donné quatre évêques de Grenoble, entre 1337 à 1450,,,.
Il a pour oncle, Aymon de Chissé, évêque de Grenoble.

### Carrière ecclésiastique
Prévôt de la collégiale Saint-André de Grenoble, Aymon est évêque de Nice à partir de 1422.
La santé de son oncle, Aymon de Chissé étant fragile, ce dernier fait une demande de permutation avec son neveu pour être transféré à Nice. L'autorisation est donné par le pape Martin V, le 24 octobre 1427. Les deux évêques ne sont pas pressés d'effectuer le transfert et lorsque Aymon de Chissé, évêque de Grenoble meurt vers la fin du mois de décembre, aucun des deux n'a rejoint son évêché. L'auteur de l'Histoire des diocèses de France (1984) dédié à Nice résume son épiscopat, mais aussi celui de son oncle ainsi « Aimon Ier et Aimon II de Chissé qui ne laissent comme souvenir que leur nom ».
Aymon de Chissé est l'un des pères du concile œcuménique de Bâle (1431). Le cardinal d'Arles a ouvert l'avis de déposer le pape Eugène IV, et cet avis a prévalu. C'est l'évêque de Grenoble qui est chargé en 1431 de commencer les formalités de la contumace contre Eugène, qui  refuse d'obéir à la citation qui lui est adressée.

### Mort
Aymon de Chissé meurt en 1450. Avec lui se termine la domination de la famille de Chissé sur le siège épiscopal de Grenoble. Siboud Alleman, issu d'une autre importante famille dauphinoise, lui succède sur le siège de Grenoble.